# Danuta Hryniewicz

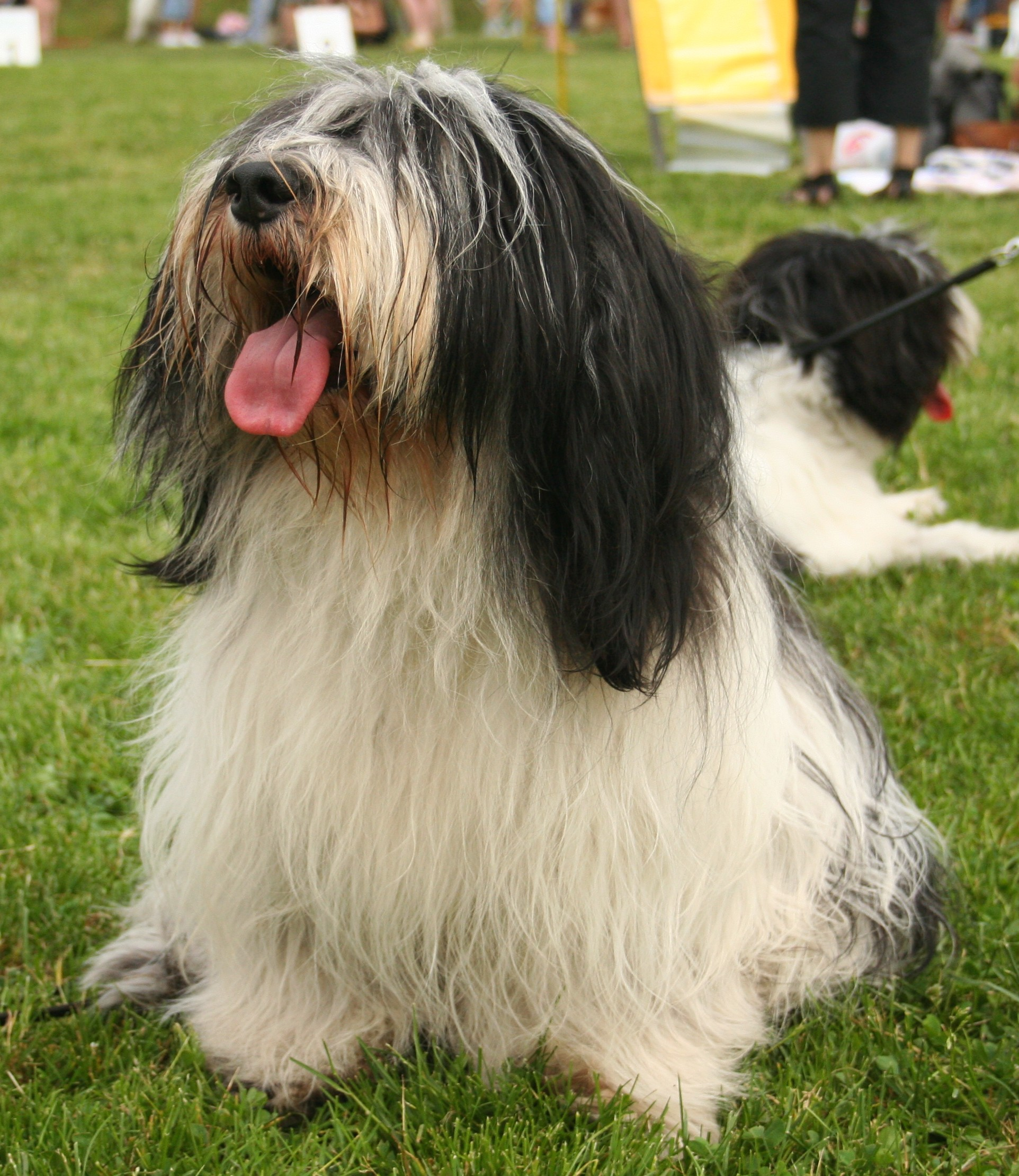
Polski owczarek nizinny jest jedną z polskich ras psów, której współtwórczynią była Danuta Hryniewicz.

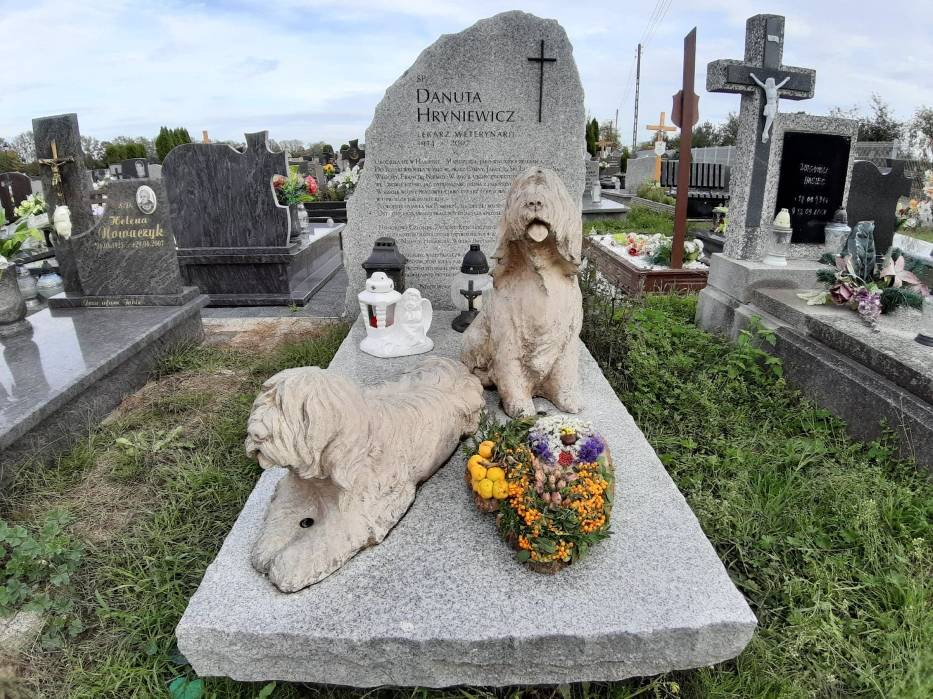
Grób Danuty Hryniewicz na cmentarzu przy ul. Wileńskiej w Oleśnicy

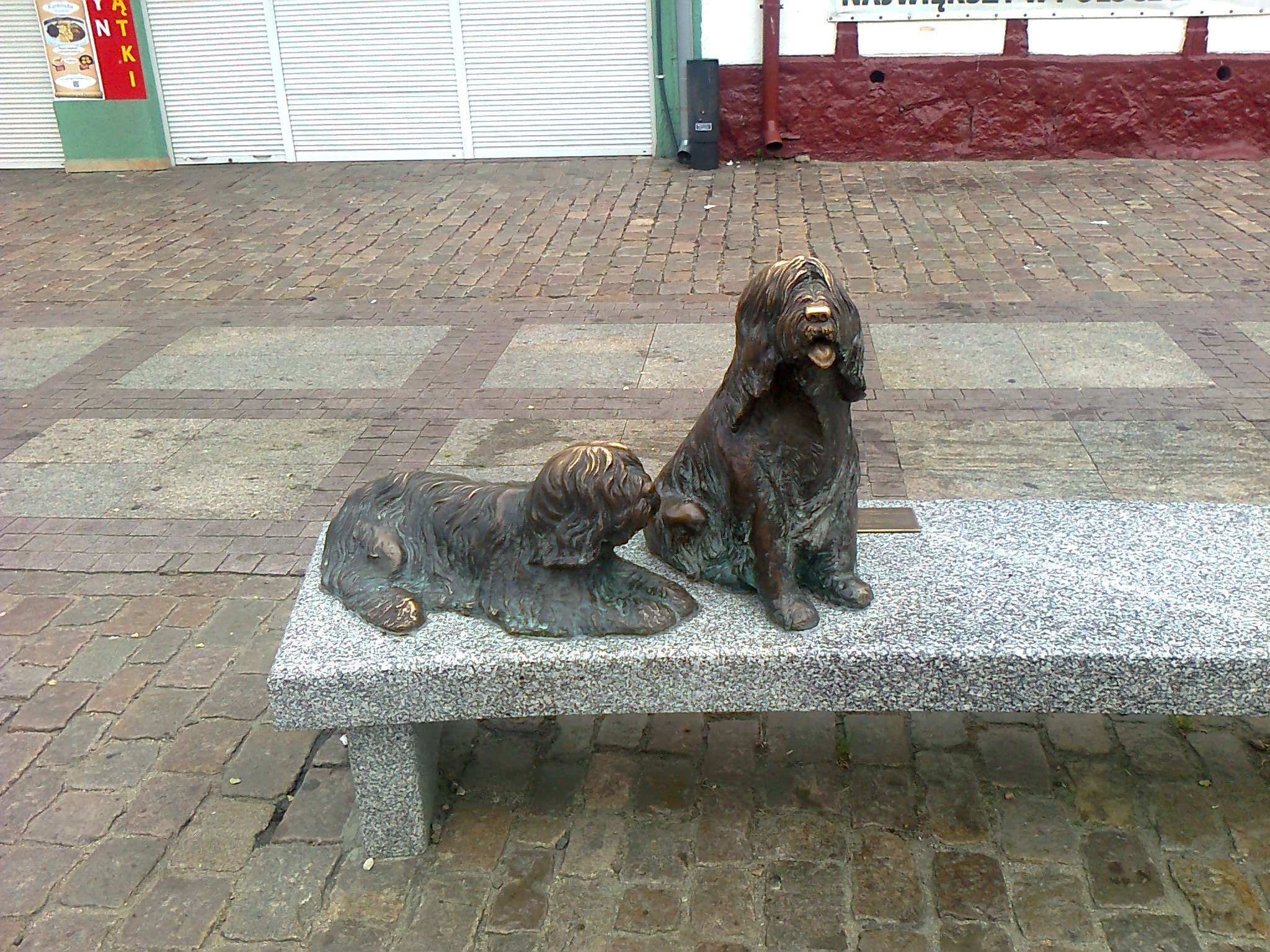
Ławeczka pamięci poświęcona Danucie Hryniewicz

Danuta Hryniewicz (ur. 29 grudnia 1914, w Harbinie, zm. 16 września 2007 w Oleśnicy) – doktor nauk weterynaryjnych, która jako hodowczyni polskich owczarków nizinnych (hodowla „Kordegarda”) przyczyniła się do odtworzenia i rozwoju tej rasy. Była członkiem honorowym Związku Kynologicznego w Polsce.

## Życiorys
Urodziła się w Harbinie (Mandżuria) jako wnuczka zesłańca. Do Polski powróciła w 1920 roku. Studiowała i ukończyła medycynę weterynaryjną we Lwowie w 1939 roku. Po wojnie jako doktor weterynarii pracowała na Pomorzu, we Władysławowie oraz najdłużej w Łebie. Ostatnie lata życia spędziła w Boguszycach koło Oleśnicy, lecz w Oleśnicy została pochowana.
Zasłynęła jako właścicielka hodowli, która posiadała samca, „Smoka z Kordegardy”. Pies ten stał się wzorem do opracowania pierwszego, oficjalnego wzorca rasy dla polskiego owczarka nizinnego.
Hryniewicz stosowała jako metodę hodowlaną chów wsobny, przyczyniając się do tego, że większość współczesnych linii hodowlanych powstało w oparciu o „Smoka z Kordegardy”.
15 września 2013 w Łebie przy ulicy Kościuszki odsłonięto pomnik – ławeczkę ku czci Danuty Hryniewicz, który przedstawia siedzące na niej psy rasy polski owczarek nizinny.